# Xangri-lá
Xangri-lá egy község (município) Brazíliában, Rio Grande do Sul államban. Az állam keleti részén, az Atlanti-óceán partján elhelyezkedő üdülőhely; a 20. század közepén kezdett kialakulni, 1992-ben függetlenedett Capão da Canoától. 2020-ban becsült népessége 16 775 fő volt.

## Elnevezése
Az itt felépült első szálloda neve Hotel Termas Xangri-Lá volt, és ez adta nevét a strandnak, majd később a településnek. Maga a szálloda Shangri-Latól, a James Hilton regényében szereplő elzárt, édeni helytől kölcsönözte nevét. A portugál szókezdő X a magyar S hangnak felel meg, így a község nevének kiejtése „sangrilá”. A lakosokat xangri-laense-knek nevezik.

## Története
Az Atlanti-óceán és a Lagoa dos Quadros közötti földsávon elterülő Arroio da Pescaria 1900 körül kezdett kialakulni az első gazdaságok megjelenésével. 1920-tól már üdülőhelyként is ismert volt, ahova Porto Alegre és a Gaúcho-hegység vidékéről érkeztek látogatók. 1940 körül Arroio da Pescaria felvette a Capão da Canoa nevet (ekkor még Osório kerülete volt). Capão da Canoa déli részén, a mai Xangri-lá területén (akkori nevén Capão Alto) 1953-ban épült fel az első hétvégi ház, 1955-ben pedig már az első szálloda (Hotel Termas Xangri-Lá), amely a hely nevét is kölcsönözte. A szálloda építése meghatározó volt a hely fejlődése szempontjából, és hamarosan számos üdülőház jelent meg. Xangri-lá végül népszavazás által függetlenedett Capão da Canoától 1992. március 26-án, és 1993-ban önálló községgé alakult.

## Leírása
Székhelye Xangri-lá, további kerületei Guará és Rainha do Mar. Strandjai: Atlântida, Guará, Xangri-Lá, Praia dos Coqueiros, Marina, Maristela, Remanso, Arpoador, Noiva do Mar, Rainha do Mar.